# 大熊喜住
大熊 喜住（おおくま のぶずみ、天明5年（1785年） - 嘉永6年2月20日（1853年3月29日））は、幕末の幕臣。通称は善太郎。
江戸に生まれる。天保8年（1837年）に代官として玉川上水に桜の苗木406本植えた。嘉永2年（1849年）玉川上水周辺の田無村・境新田・梶野新田・下小金井新田・鈴木新田の農民に対して協力して桜を補植するよう命じた。嘉永5年（1852年）閏2月27日に西丸広敷用人より佐渡奉行を拝命、5月8日に相川に着任した。翌年、佐渡にて67歳で病没、佐渡・相川下寺町の法然寺に葬られた。佐渡奉行在任中の知行は200俵、役料1500俵100人扶持。